# (33051) 1997 UF7
1997 UF7 (asteroide 33051) é um asteroide da cintura principal. Possui uma excentricidade de 0.09804080 e uma inclinação de 7.31239º.
Este asteroide foi descoberto no dia 27 de outubro de 1997 por Robert Linderholm em Lime Creek.